# Caponiidae
Die Caponiidae sind die einzige Familie der Caponioidea innerhalb der Echten Webspinnen. Sie umfassen 15 Gattungen und 98 Arten. (Stand: Juni 2016)
Die Spinnen dieser Familie sind hauptsächlich im Südwesten Nordamerikas und in Südamerika verbreitet. Einige Arten sind Afrika beheimatet.

## Beschreibung

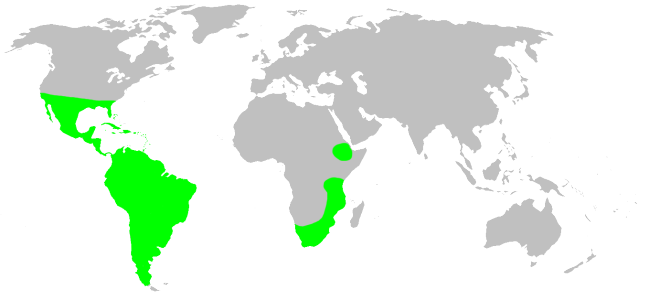
Verbreitungskarte der Caponiidae

Neun Gattungen haben nur noch zwei Augen, diese Spinnen werden daher im Englischen Two-Eyed-Spiders genannt. Die Vertreter der Gattung Caponia haben noch 8 Augen, die Nopsida-Arten haben 4 Augen.
Während viele andere Angehörige der Echten Webspinnen ihre vorderen Mittelaugen in ihrer evolutionären Entwicklung bereits früh reduziert haben, ist bei den meisten Caponiidae gerade dieses Paar vorderer Mittelaugen noch vorhanden und meist besonders groß. Ein weiteres ungewöhnliches Merkmal der Familie ist das Fehlen der Buchlunge. Angehörige der Caponiidae besitzen je ein Paar Röhren- und Siebtracheen.

## Verhalten und Lebensweise
Über ihre Beute und Lebensgewohnheiten ist wenig bekannt. Die ecribellaten Spinnen der Gattungen Orthonops und Tarsonops spinnen seidene Zellen unter Felsen und Steinen in ariden Lebensräumen, die sie während der Nacht verlassen, um zu jagen. Willis John Gertsch berichtet, sie wären öfter in den gemeinschaftlichen Geweben sozialer Spinnen zu finden.

## Systematik und Verbreitung
Der World Spider Catalog listet für die Caponiidae aktuell 15 Gattungen und 98 Arten. (Stand: Juni 2016)
- Calponia Platnick, 1993
  - Calponia harrisonfordi Platnick, 1993
- Caponia Simon, 1887
  - Caponia abyssinica Strand, 1908
  - Caponia braunsi Purcell, 1904
  - Caponia capensis Purcell, 1904
  - Caponia chelifera Lessert, 1936
  - Caponia forficifera Purcell, 1904
  - Caponia hastifera Purcell, 1904
  - Caponia karrooica Purcell, 1904
  - Caponia natalensis (O. Pickard-Cambridge, 1874)
  - Caponia secunda Pocock, 1900
  - Caponia simoni Purcell, 1904
  - Caponia spiralifera Purcell, 1904
- Caponina Simon, 1891
  - Caponina alegre Platnick, 1994
  - Caponina cajabamba Platnick, 1994
  - Caponina chilensis Platnick, 1994
  - Caponina chinacota Platnick, 1994
  - Caponina longipes Simon, 1893
  - Caponina notabilis (Mello-Leitão, 1939)
  - Caponina papamanga Brescovit & Sánchez-Ruiz, 2013
  - Caponina paramo Platnick, 1994
  - Caponina pelegrina Bryant, 1940
  - Caponina sargi F. O. Pickard-Cambridge, 1899
  - Caponina testacea Simon, 1891
  - Caponina tijuca Platnick, 1994
- Cubanops Sánchez-Ruiz, Platnick & Dupérré, 2010
  - Cubanops alayoni Sánchez-Ruiz, Platnick & Dupérré, 2010
  - Cubanops andersoni Sánchez-Ruiz, Platnick & Dupérré, 2010
  - Cubanops armasi Sánchez-Ruiz, Platnick & Dupérré, 2010
  - Cubanops bimini Sánchez-Ruiz, Platnick & Dupérré, 2010
  - Cubanops darlingtoni (Bryant, 1948)
  - Cubanops granpiedra Sánchez-Ruiz, Platnick & Dupérré, 2010
  - Cubanops juragua Sánchez-Ruiz, Platnick & Dupérré, 2010
  - Cubanops ludovicorum (Alayón, 1976)
  - Cubanops luquillo Sánchez-Ruiz, Brescovit & Alayón, 2015
  - Cubanops terueli Sánchez-Ruiz, Platnick & Dupérré, 2010
  - Cubanops tortuguilla Sánchez-Ruiz, Platnick & Dupérré, 2010
  - Cubanops vega Sánchez-Ruiz, Platnick & Dupérré, 2010
- Diploglena Purcell, 1904
  - Diploglena arida Haddad, 2015
  - Diploglena capensis Purcell, 1904
  - Diploglena dippenaarae Haddad, 2015
  - Diploglena karooica Haddad, 2015
  - Diploglena major Lawrence, 1928
  - Diploglena proxila Haddad, 2015
- Iraponia Kranz-Baltensperger, Platnick & Dupérré, 2009
  - Iraponia scutata Kranz-Baltensperger, Platnick & Dupérré, 2009
- Laoponia Platnick & Jäger, 2008
  - Laoponia pseudosaetosa Liu, Li & Pham, 2010
- Nops MacLeay, 1839
  - Nops agnarssoni Sánchez-Ruiz, Brescovit & Alayón, 2015
  - Nops anisitsi Strand, 1909
  - Nops bellulus Chamberlin, 1916
  - Nops blandus (Bryant, 1942)
  - Nops branicki (Taczanowski, 1874)
  - Nops cesari Dupérré, 2014
  - Nops coccineus Simon, 1891
  - Nops craneae Chickering, 1967
  - Nops enae Sánchez-Ruiz, 2004
  - Nops ernestoi Sánchez-Ruiz, 2005
  - Nops farhati Prosen, 1949
  - Nops finisfurvus Sánchez-Ruiz, Brescovit & Alayón, 2015
  - Nops flutillus Chickering, 1967
  - Nops gertschi Chickering, 1967
  - Nops glaucus Hasselt, 1887
  - Nops guanabacoae MacLeay, 1839
  - Nops hispaniola Sánchez-Ruiz, Brescovit & Alayón, 2015
  - Nops largus Chickering, 1967
  - Nops maculatus Simon, 1893
  - Nops mathani Simon, 1893
  - Nops meridionalis Keyserling, 1891
  - Nops nitidus Simon, 1907
  - Nops proseni Birabén, 1954
  - Nops quito Dupérré, 2014
  - Nops siboney Sánchez-Ruiz, 2004
  - Nops simla Chickering, 1967
  - Nops sublaevis Simon, 1893
  - Nops toballus Chickering, 1967
  - Nops ursumus Chickering, 1967
  - Nops variabilis Keyserling, 1877
  - Nops virginicus Sánchez-Ruiz, 2010
- Nopsides Chamberlin, 1924
  - Nopsides ceralbonus Chamberlin, 1924
- Notnops Platnick, 1994
  - Notnops calderoni Platnick, 1994
- Nyetnops Platnick & Lise, 2007
  - Nyetnops guarani Platnick & Lise, 2007
- Orthonops Chamberlin, 1924
  - Orthonops gertschi Chamberlin, 1928
  - Orthonops giulianii Platnick, 1995
  - Orthonops icenoglei Platnick, 1995
  - Orthonops iviei Platnick, 1995
  - Orthonops johnsoni Platnick, 1995
  - Orthonops lapanus Gertsch & Mulaik, 1940
  - Orthonops ovalis (Banks, 1898)
  - Orthonops overtus Chamberlin, 1924
  - Orthonops zebra Platnick, 1995
- Taintnops Platnick, 1994
  - Taintnops goloboffi Platnick, 1994
- Tarsonops Chamberlin, 1924
  - Tarsonops ariguanabo (Alayón, 1986)
  - Tarsonops clavis Chamberlin, 1924
  - Tarsonops coronilla Sánchez-Ruiz & Brescovit, 2015
  - Tarsonops irataylori Bond & Taylor, 2013
  - Tarsonops sectipes Chamberlin, 1924
  - Tarsonops sternalis (Banks, 1898)
  - Tarsonops systematicus Chamberlin, 1924
- Tisentnops Platnick, 1994
  - Tisentnops leopoldi (Zapfe, 1962)